# صلاح البدير
صلاح بن محمد البدير قارئ وإمام وخطيب المسجد النبوي ولد في يناير سنة 1390هـ/1970مـ في مدينة الهفوف في محافظة الأحساء السعودية ويرجع نسبه إلى قبيلة بني تميم.

## التعليم
في آخر شعبان عام 1444هـ (مارس 2023م) حصل على شهادة الدكتوراة من قسم الدراسات الإسلامية في جامعة الملك فيصل بالأحساء في برنامج دكتوراه الفقه. بتقدير ممتاز، وعنوان رسالته (التيسير لمعاني الجامع الكبير لعلي بن خليل بن علي الدمشقي الحنفي).

## حياته الشخصية
وُلِد صلاح بن محمد البدير في الهفوف حيث نشأ ودرس، وقد كان له ولشقيقه الأصغر نبيل صوتين متشابهين في قراءة القرآن الكريم، تلقى تعليمه العام في مدينة الهفوف، في عام 1406هـ بدأ صلاح البدير إدارة الصلوات بالتزامن مع الشيخ أحمد السالمي عندما كان لا يزال طالبًا في الثانوية. ثم تابع دراسته للشريعة في جامعة الإمام محمد بن سعود الإسلامية، كما درس في المعهد العالي للقضاء حيث حصل على ماجستير في الفقه المقارن وتخرج منه قاضيًا.
في عام 2015 أجرى عملية جراحية تكللت بالنجاح وبعدها زاره الشيخ عبد العزيز آل الشيخ مفتي عام المملكة العربية السعودية، كما احتفل بشفائه الشيخ عبد الرحمن السديس الرئيس العام لشؤون المسجد الحرام والمسجد النبوي.

## حياته العملية
عُين صلاح البدير إماماً أولاً في مدينة الدمام ثم الرياض قبل أن يصبح إمام المسجد النبوي في المدينة المنورة، وهو قاض في محكمة الاستئناف بالمدينة المنورة، ويقدم محاضرات إسلامية حول مواضيع دينية مختلفة. كما سجل شرائط وأقراص تجمع تلاوته للقرآن الكريم. وبثت عدة محطات إذاعية وقنوات تلفزيونية ومواقع على شبكة الإنترنت ترديده القرآني.
في عام 1419 هـ عُيِّن إمامًا وخطيبًا في المسجد النبوي الشريف وعمل قاضيًا في محكمة الاستئناف بالمدينة المنورة، وشارك في إمامة المصلين لصلاة التراويح في الحرم المكي الشريف لعامي 1427 هـ و1426 هـ الموافق 2005 و2006م. ولصلاح البدير مشاركات عديدة من خلال المحاضرات والندوات المقامة في المملكة العربية السعودية وكان من ضمنها برنامج العمرة والزيارة الذي اشتمل على حضور مختلف البلدان الإسلامية.

## مؤلفاته
لصلاح البدير كتاب في التوحيد باسم «بلوغ السعادة من أدلة توحيد العبادة» وقد أورد فيه قرابة 1186 حديثًا، وقد طُبع هذا الكتاب.
كما أن له مؤلفات أخرى منها: «البيان الباسق في وجوب تعظيم الخالق».
و«حصول المسرَّة بتسهيل لامية الأفعال بزيادة بَحرق والاحمرار والطُّرة»، وهو شرح وتحرير مفيد.

## وصلات خارجية
- القارئ صلاح البدير | حفص عن عاصم. المصحف كاملا
- الحجر 1426هـ صلاح البدير الحرم المكي على اليوتيوب
- المؤمنون 1426هـ صلاح البدير الحرم المكي على اليوتيوب
- فاطر 1426هـ صلاح البدير الحرم المكي على اليوتيوب
- صلاح البدير 1426الجمعة المنافقون التغابن الطلاق التحريم على اليوتيوب
- صلاح البدير 1426هـ من الجن إلى المرسلات الحرم المكي على اليوتيوب
- البقرة للشيخ صلاح البدير من تراويح عام 1427 على اليوتيوب
- الانعام للشيخ صلاح البدير من تراويح الحرم المكي 1427 على اليوتيوب
- الاعراف والانفال للشيخ صلاح البدير من تروايح 1427 على اليوتيوب
- الرعد وإبراهيم للشيخ صلاح البدير تراويح عام 1427 على اليوتيوب
- الشعراء والنمل للشيخ صلاح البدير تروايح عام 1427 على اليوتيوب